# نیفوروکسازید
نیفوروکسازید (INN) یک آنتی‌بیوتیک خوراکی از دسته نیتروفوران‌ها است که از سال 1966 به ثبت رسیده‌است و برای درمان کولیت و اسهال در انسان و حیوانات استفاده می‌شود.